# موج تخت

جبهه موج‌های یک موج تخت در فضای سه بعدی

موج تخت (به انگلیسی: Plane wave) در فیزیک انتشار امواج، موجی با بسامد ثابت است که جبهه‌های موج آن، بی‌نهایت صفحهٔ موازی با مقدار ماکسیسمم تا مینیمم یکسان هستند که بر راستای انتشار موج عمود هستند.